# Karl Heinrich Barth

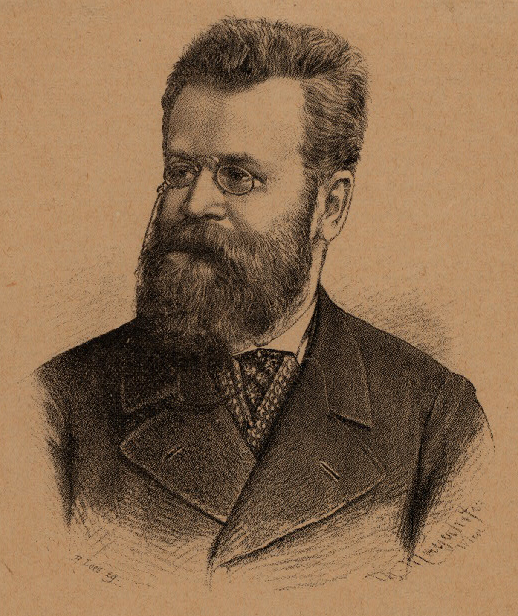
Karl Heinrich Barth

Karl Heinrich Barth (* 12. Juli 1847 in Pillau, Samland; † 23. Dezember 1922 in Berlin) war ein deutscher Pianist.

## Leben
Karl Heinrich Barth war Klavierpädagoge in Berlin an der Wende vom 19. zum 20. Jahrhundert. Er war Schüler von Hans von Bülow und Carl Tausig und somit Enkelschüler von Franz Liszt. 
1868 wurde er Lehrer am Stern’schen Konservatorium und 1871 an die Berliner Hochschule für Musik berufen. Er hatte auch als Solist großen Erfolg, vor allem in England, und war häufiger Partner Joseph Joachims.
Zu seinen wichtigsten Schülern zählten Arthur Rubinstein (ab 1897), Heinrich Neuhaus, Siegfried Schultze (u. a. Partner von Bronisław Huberman und Georg Kulenkampff), Bronisław von Poźniak und Wilhelm Kempff (ab 1914).